# Krížovany
Krížovany (em húngaro: Szentkereszt) é um município da Eslováquia, situado no distrito de Prešov, na região de Prešov. Tem 9,53 km² de área e sua população em 2018 foi estimada em 370 habitantes.

## Demografia
| Ano:        | 1994 | 2004   | 2014   | 2024 |
| ----------- | ---- | ------ | ------ | ---- |
| Broj ljudi: | 383  | 363    | 380    | 342  |
| Razlika:    |      | -5,22% | +4,68% | -10% |

| Ano:               | 2023 | 2024   |
| ------------------ | ---- | ------ |
| Número de pessoas: | 341  | 342    |
| Diferença:         |      | +0,29% |